# Türmersturm (Tauberbischofsheim)

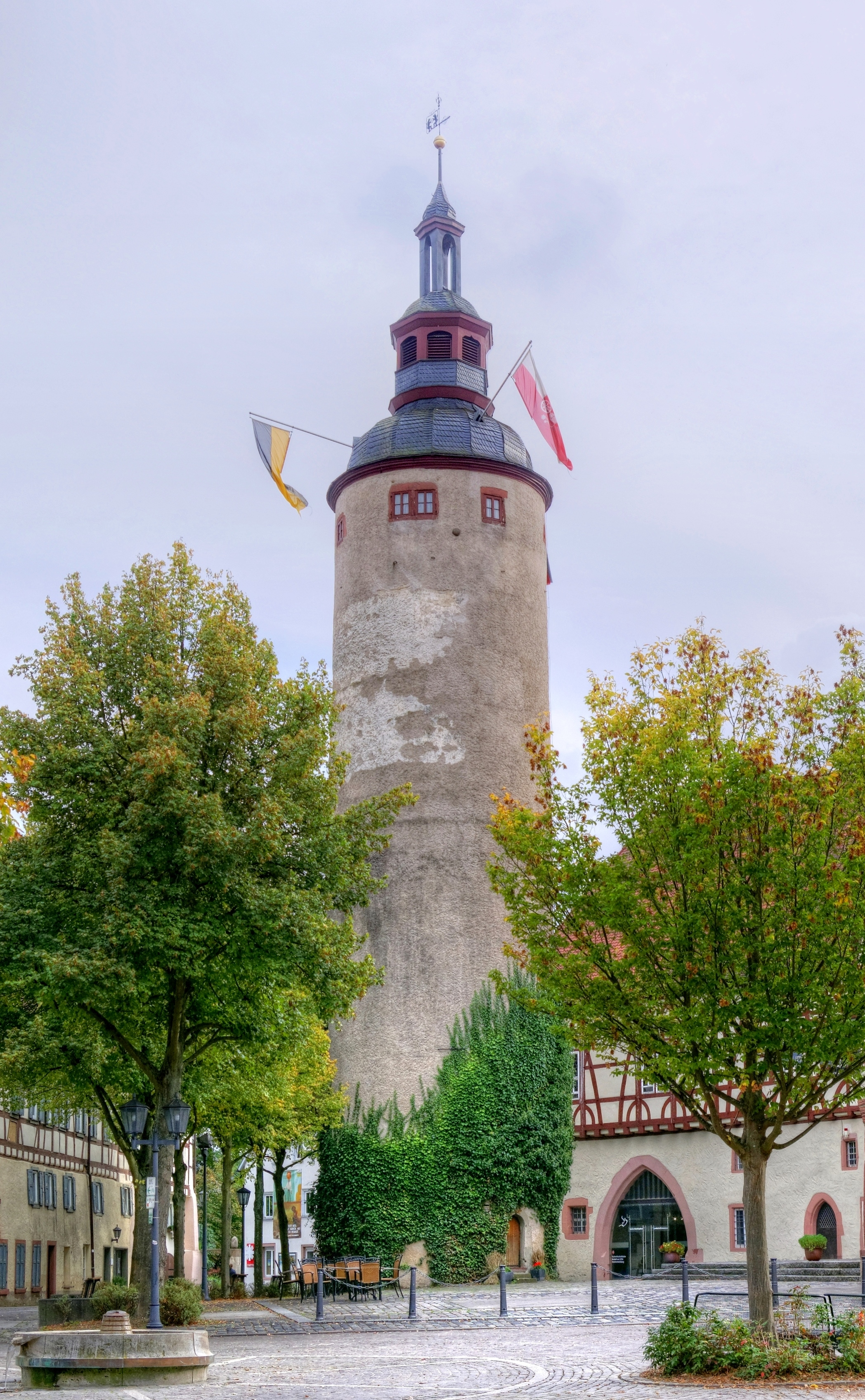
Der Türmersturm der ehemaligen Stadtburg, Wahrzeichen der Stadt Tauberbischofsheim

Der Türmersturm ist ein ehemaliger Bergfried sowie Begleitturm der Stadtbefestigung der Stadt Tauberbischofsheim im Main-Tauber-Kreis in Baden-Württemberg. Der im 13. Jahrhundert als Wehrturm errichtete, denkmalgeschützte Bau ist heute ein Wahrzeichen der Stadt.

## Lage
Der Türmersturm steht heute am Schloßplatz 7 beim Kurmainzischen Schloss Tauberbischofsheim. Früher war hier nahe der Mündung des Brehmbachs in die Tauber, also an gut zu verteidigendem Ort, die südlichste Stelle der damaligen Stadtmauer.

## Geschichte
Der Türmersturm wurde im 13. Jahrhundert als Bergfried einer mittelalterlichen Stadtburg erbaut und diente zur Überwachung der Umgebung. Als die Tauberbischofsheimer Stadtburg im 16. Jahrhundert durch das Kurmainzische Schloss ersetzt wurde, bewahrte man von der ehemaligen Burg nur diesen Bergfried. Die mittelalterliche Stadtbefestigung wurde mit Beginn der Neuzeit zunehmend entfernt. Neben dem Türmersturm blieben nur sehr geringe Teile der Stadtmauer und nur einzelne der bis zu 20 ehemaligen Stadttürme, beispielsweise der Hungerturm am benachbarten Mühlkanal, erhalten.
Der Tauberbischofsheimer Schreiner Josef Zugelder verhinderte im Jahr 1848 durch seinen entschiedenen Widerstand den Abriss des Türmersturms. Zugelder wurde in der Folge nach dem bekannten radikalen 1948er Revolutionär Gustav Struve auch „Struwe“ genannt. Aufgrund dieses Übernamens wird eine Gasse, an der früher sein Haus stand, heute „Struwepfad“ genannt.
Ein Modell von Tauberbischofsheim um 1750, das den Türmersturm im Rahmen der historischen Gesamtbefestigung der Stadt zeigt, befindet sich seit 2003 im Tauberfränkischen Landschaftsmuseum.
Im Laufe der Zeit wurde er neben dem Turm der Stadtpfarrkirche St. Martin zu einem Wahrzeichen der Stadt Tauberbischofsheim. Er steht heute unter Denkmalschutz.

## Architektur
Über einem kreisrunden Grundriss mit einem Durchmesser am Boden von etwa neun Metern steigt der Rundturm mit nicht unbedeutender Verjüngung zu einer Höhe von 37 Metern empor. Die Außenmauern sind etwa zwei Meter dick. Sein Zugang lag früher in acht Metern Höhe und war nur über eine Leiter zu erreichen. Das Kurmainzische Schloss rahmt den Türmersturm von nahezu allen Seiten her ein. Der Türmersturm ist nach § 28 (Gebäude) des baden-württembergischen Denkmalschutzgesetzes geschützt.

Ansichten des Türmersturms
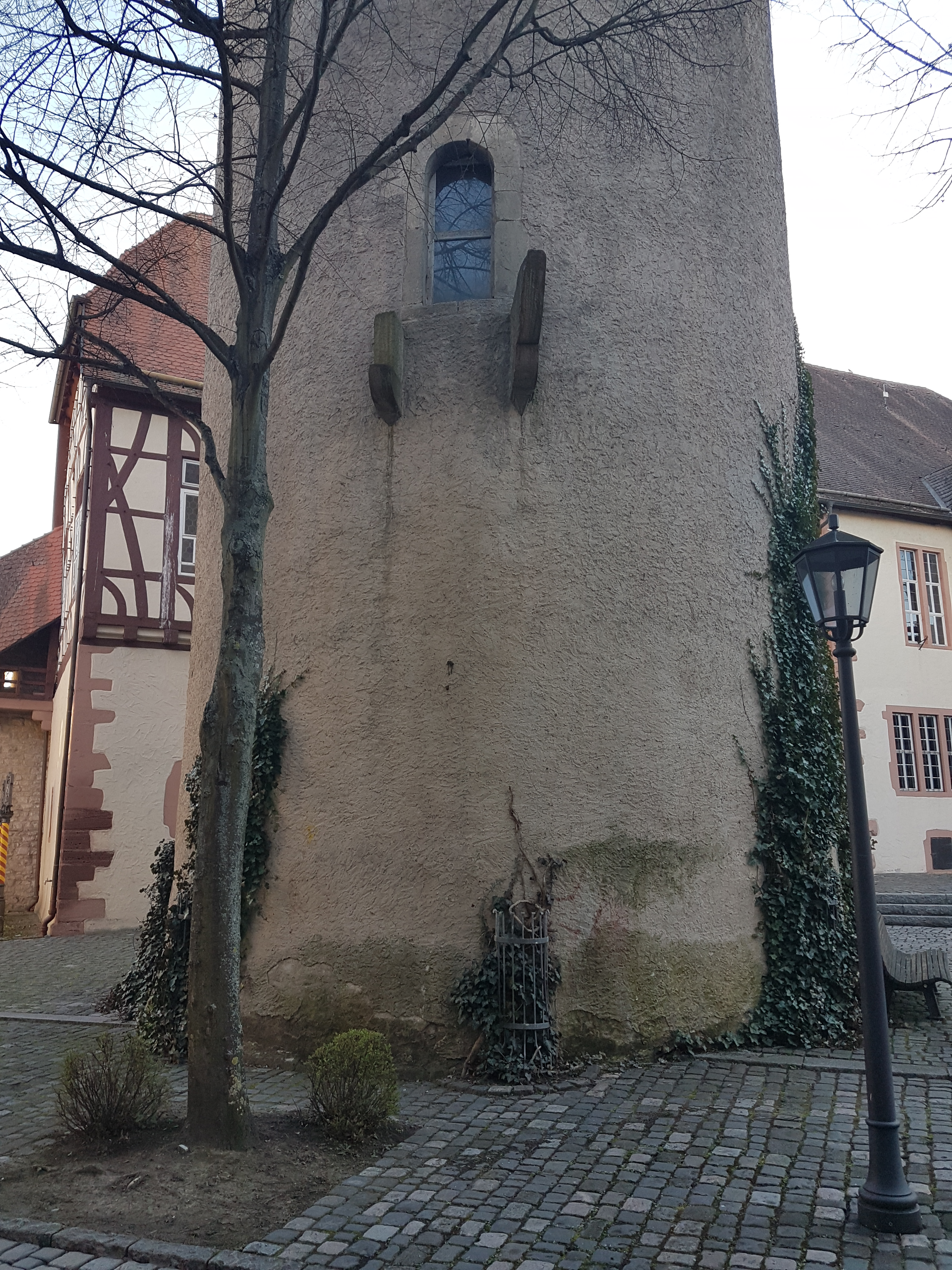
Historischer Zugang in acht Metern Höhe
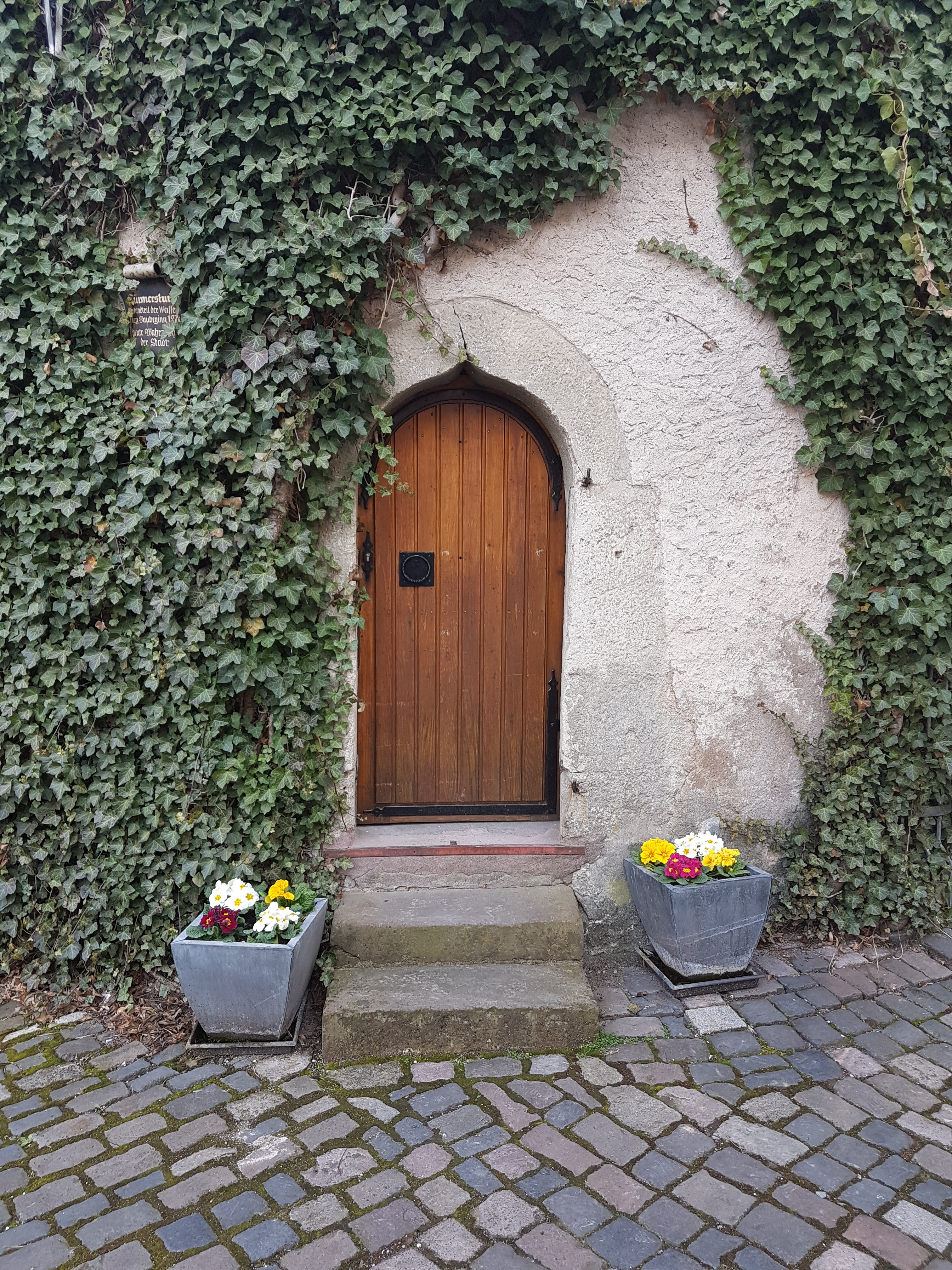
Heutiger Zugang am Boden
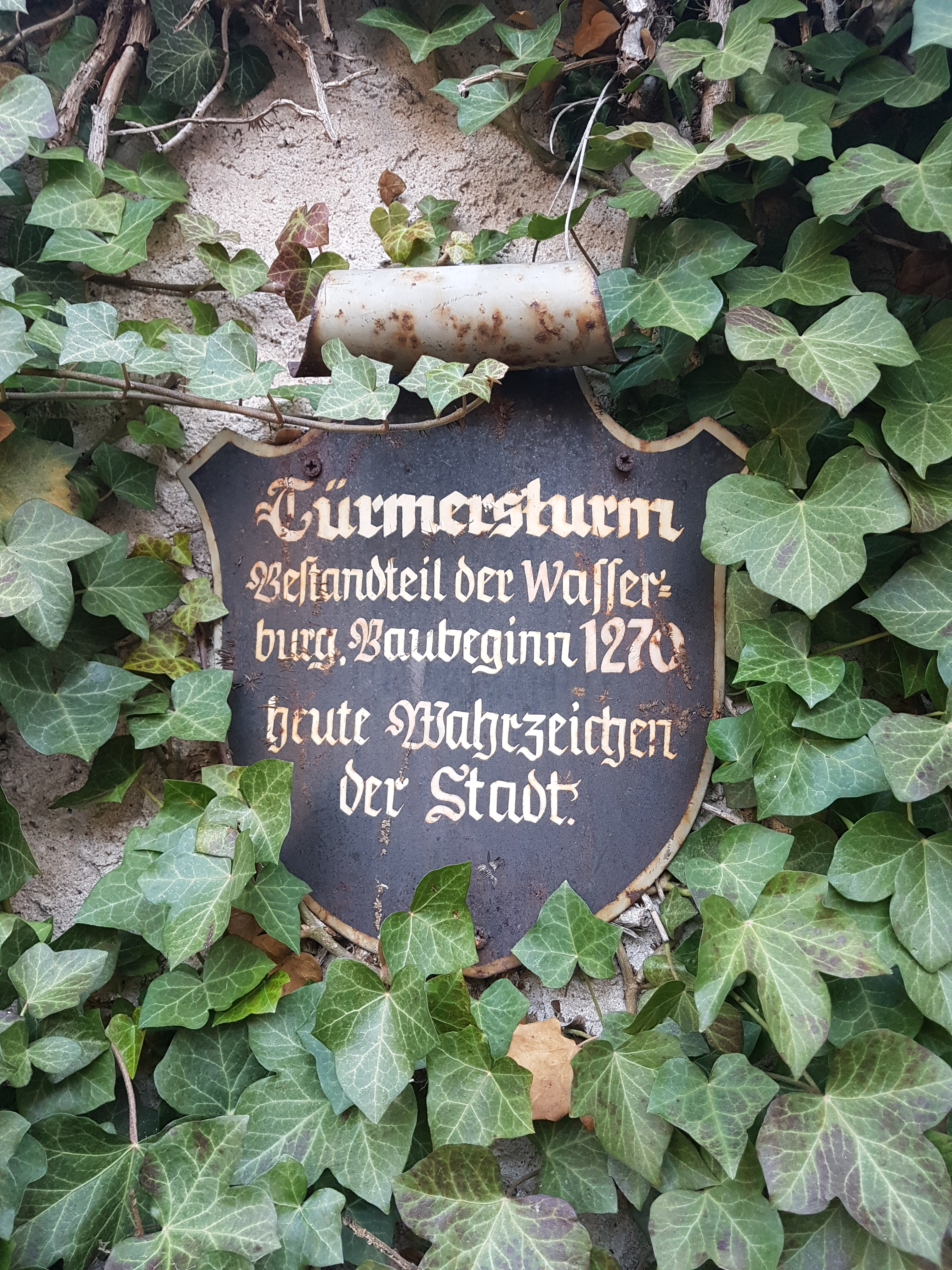
Hinweistafel neben dem Eingang des Turms
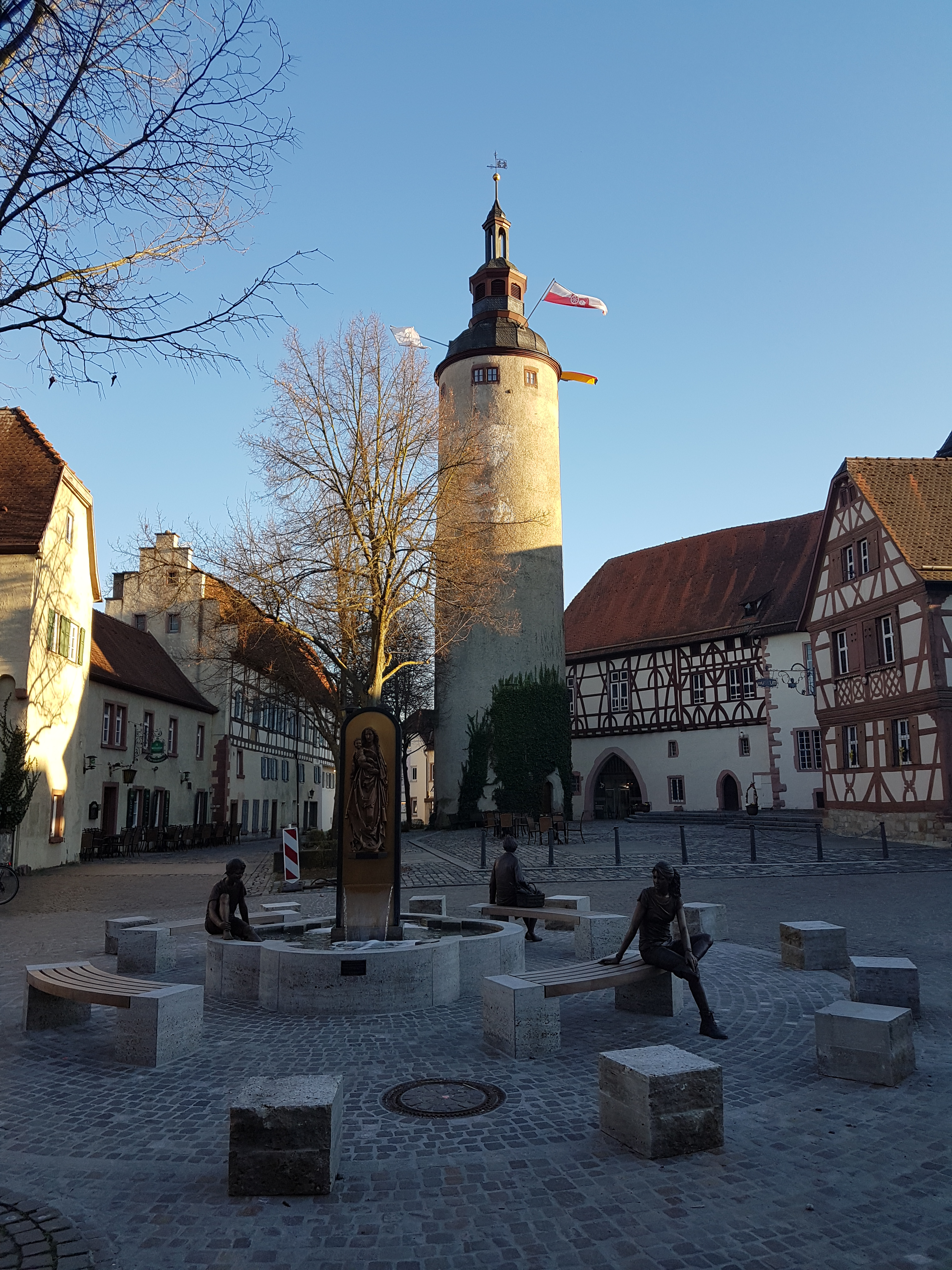
Der Türmersturm, eingerahmt vom Kurmainzischen Schloss
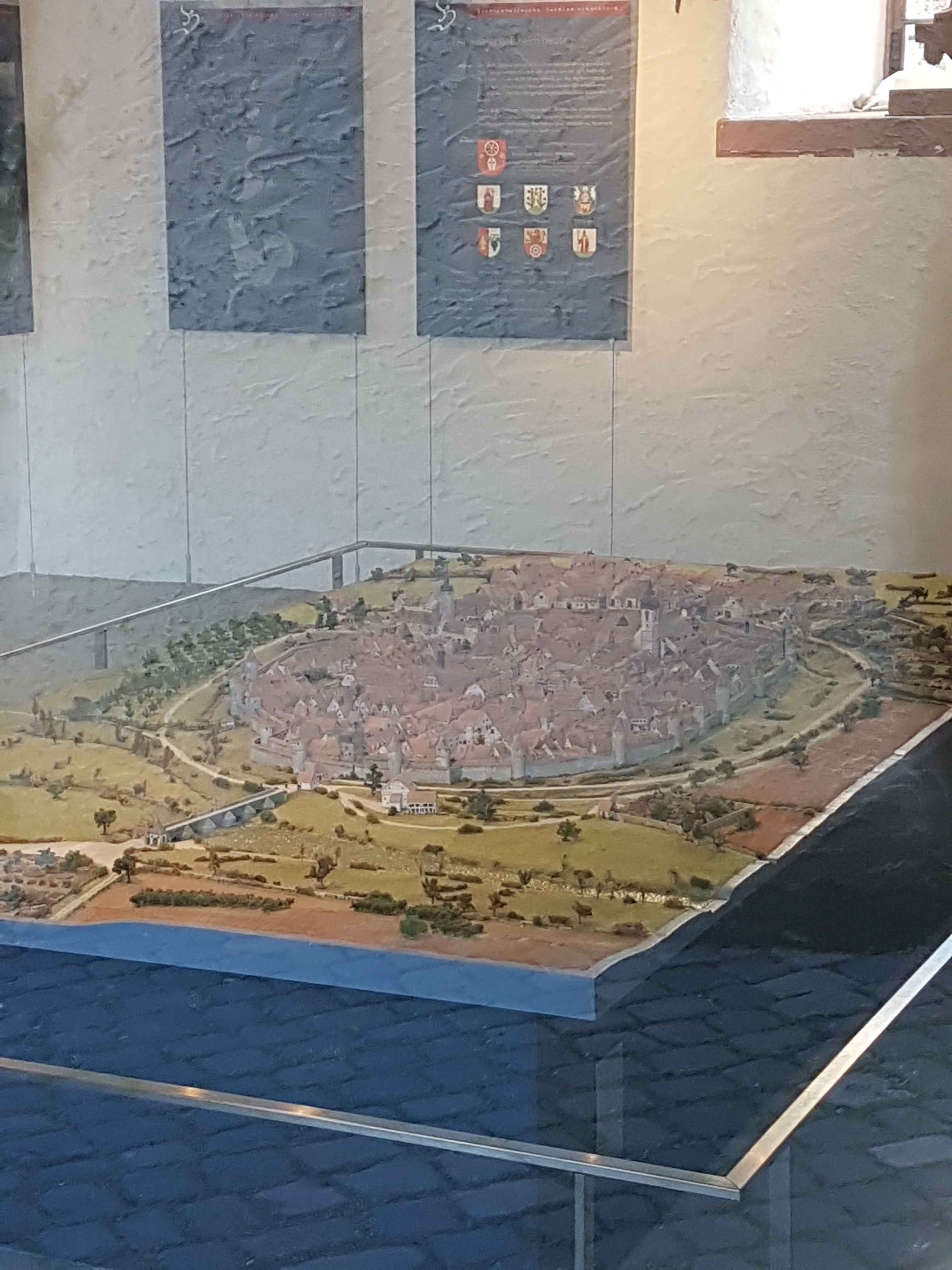
Der Türmersturm in einem Modell von Tauberbischofsheim um 1750, mit der damals etwa zehn Meter hohen Stadtmauer mit über 20 Türmen

## Turmblasen
Mittels einer Initiative von Albrecht K. H. Wahl, ein Verleger der Tauberzeitung Bad Mergentheim, wurde am 13. Juli 1979 das "Abendlied vom Türmersturm" ins Leben gerufen. Bis ins Jahr 2005 wurde es als Stiftung von der Tauberzeitung und dem Stadtblatt getragen. Seit Mai 2006 präsentieren die Fränkischen Nachrichten, unterstützt von der EnBW und der Stadt Tauberbischofsheim, diese Tradition.
Interessierte können vom Schloßplatz aus in den Sommermonaten (Anfang Mai bis Ende Oktober) den Serenaden lauschen, sie erklingen in diesem Zeitraum jede Woche freitagabends.
Trompeter der Stadt- und Feuerwehrkapelle Tauberbischofsheim spielen von der ehemaligen Türmerstube bekannte Volkslieder.

## Sonstiges
Der Türmersturm prägte für viele Jahrzehnte das Logo der ehemaligen Tauberbischofsheimer Zipf-Bräu. Heinrich Zipf sendete 1929 eine Anfrage an die Stadt Tauberbischofsheim bezüglich der Nutzung des Stadtwappens und des Türmersturms für das Logo seiner Brauerei für Plakate, Schriftstücke und Biergläser. Der Gemeinderat stimmte dieser Anfrage zu.